# Байрамов, Умар Байрамович
Байрамов Умар Байрамович (2 июня 1934 года, Ахалцихе — 7 июня 2016 года, Стамбул) — советский врач-хирург, кандидат медицинских наук, турок-месхетинец,
после многих лет работы в медицинских учреждениях Узбекистана он продолжил свою профессиональную деятельность в Азербайджане.

## Биография
Умар Байрамов начал свою академическую карьеру 1949 году в Бухарском медицинском техникуме, который окончил в 1953 году. В том же году он поступил в Самаркандский государственный медицинский институт, который окончил в 1959 году.
После окончания института работал в Свердловской районной центральной больнице Бухарской области в качестве заместителя главного врача и заведующего хирургическим отделением. В 1968 году он перешел в Пастдаргомскую районную центральную больницу города Джумы.
Активно занимался научными исследованиями в области хирургии. В 1970 году он начал работу над темой "Ускорение заживления поврежденных нервных волокон в облученном и необлученном организмах с помощью гормона «Ретаболил».
В 1971 году ему было присвоено звание «Хирург первой категории».
Диссертационная работа была посвящена экспериментальному исследованию регенерации периферических нервов, проведённому в лабораторных условиях. По завершении исследования и одобрения Андижанским государственным медицинским институтом, 31 марта 1976 года Байрамову была присуждена учёная степень кандидата медицинских наук решением Учёного совета Самаркандского государственного медицинского института.
В разные годы проходил специализации по следующим направлениям:
- 1961 — Хирургия
- 1963 — Травматология и Ортопедия
- 1965 — Онкология
- 1982 — Совершенствование по общей хирургии
- 1988 — Проктология

С 1983 года работал заведующим II хирургического отделения.
В 1985 году был награждён медалью Ветеран труда

## Научная карьера
Умар Байрамов — исследователь, осуществлявший деятельность в Самаркандском государственном медицинском институте в период с 1970 по 1987 год. В течение данного периода, когда кафедру возглавлял профессор Арипов, Уктам Арипович, им была защищена кандидатская диссертация под руководством профессора Бритун Анатолий Иосифовича. Это подтверждает, что Байрамов был одним из исследователей, внёсших вклад в развитие кафедры.
В рамках научно-исследовательской деятельности Байрамов принимал участие в экспериментальных работах совместно с видными специалистами, включая 
заслуженного деятеля науки Российской Федерации  Бритуна Анатолия Иосифовича и отличника здравоохранения СССР Файбыша Моисеевича Голуба

Работы Байрамова представлены в фондах Российской государственной библиотеке, но также в архивах и библиотеках университетов Беларуси, Узбекистана, Армении, а также некоторых других университетов бывших союзных республик СССР.